# Malvern Hills (district)

Localisation du district de Malvern Hills dans le Worcestershire

Malvern Hills est un district non-métropolitain du Worcestershire, en Angleterre. Il a été créé en 1974 et remodelé en 1998. D'après le recensement de 2001, il comptait alors 72 172 habitants. Le conseil de district siège à Malvern.

## Histoire

L'ancien district de Malvern Hills dans le comté de Hereford et Worcester

Le district de Malvern Hills est créé en 1974, par la fusion des anciens districts ruraux de Bromyard et Ledbury, auparavant dans le Herefordshire, du district urbain Malvern et des districts ruraux de Martley et Upton-upon-Severn, auparavant dans le Worcestershire.
Les contours actuels du district datent du 1er avril 1998. Le comté de Hereford et Worcester, créé en 1974 par le Local Government Act de 1972, est alors de nouveau scindé en deux comtés distincts, Worcestershire et Herefordshire. Le nouveau district de Malvern Hills est formé d'anciennes portions des districts de Malvern Hills et Leominster. Le reste de ces districts est transféré au Herefordshire. Ces changements ajoutent Tenbury Wells au district et lui retirent Bromyard et Ledbury, désormais dans le Herefordshire.